# Alcàsser
Alcàsser (em valenciano e oficialmente) ou Alcácer (em castelhano) é um município da Espanha na província de Valência, Comunidade Valenciana. Tem 9 km² de área e em 2021 tinha 10 266 habitantes (densidade: 1 140,7 hab./km²).

## Demografia
| Variação demográfica do município entre 1991 e 2004 | Variação demográfica do município entre 1991 e 2004 | Variação demográfica do município entre 1991 e 2004 | Variação demográfica do município entre 1991 e 2004 |
| --------------------------------------------------- | --------------------------------------------------- | --------------------------------------------------- | --------------------------------------------------- |
| 1991                                                | 1996                                                | 2001                                                | 2004                                                |
| 7225                                                | 7335                                                | 7557                                                | 7992                                                |